# Llista de banderes britàniques
Aquesta és una llista de les banderes utilitzades al Regne Unit i en territoris relacionats.

## Banderes nacionals
| Bandera                | Data    | Ús                                                                                           | Descripció                                                                                     |
| ---------------------- | ------- | -------------------------------------------------------------------------------------------- | ---------------------------------------------------------------------------------------------- |
| Bandera del Regne Unit | 1801    | Union Flag, coneguda popularment com la Union Jack, utilitzada com la Bandera del Regne Unit | Una superposició de les banderes d'Anglaterra, Escòcia i la bandera de Sant Patrici a Irlanda. |
| Bandera d'Anglaterra   | c. 1300 | Bandera d'Anglaterra, també coneguda com a creu de Sant Jordi                                | Una creu vermella sobre camp blanc.                                                            |
| Escòcia                | c. 900  | Bandera d'Escòcia, també coneguda com a creu de Sant Andreu o sautor                         | Un sautor blanc sobre camp blau.                                                               |
| Gal·les                | 1959    | Bandera de Gal·les, també coneguda com el Drac Vermell o Y Ddraig Goch                       | Un drac vermell, pastorant, en un camp verd i blanc.                                           |

## Irlanda del Nord
Irlanda del Nord no té de iure cap bandera nacional més enllà de la Union Flag. La bandera amb l'antic escut d'armes del Govern d'Irlanda del Nord, l'Estendard de l'Ulster (1953 - 1972), se segueix utilitzant en organitzacions esportives internacionals (FIFA, UEFA, i els Jocs de la Commonwealth). La bandera es pot trobar a la secció de banderes històriques d'aquest article.

## Pavellons nacionals
| Bandera                         | Data | Ús | Descripció |
| ------------------------------- | ---- | --- | --- |
| Pavelló Blau del Regne Unit     | 1801 | Pavelló blau, utilitzat per algunes organitzacions o territoris associats amb el Regne Unit                        | Un camp blau, amb la Union Flag al cantó superior esquerra.                                                          |
| Ensenya d'un Servei Públic      | 1864 | Ensenya usada per un servei públic.                                                                                | Un camp blau, amb la Union Flag al cantó superior esquerra i una ancora groga horitzontal.                           |
| Pavelló vermell                 | 1801 | Pavelló vermell, utilitzat per la Marina mercant                                                                   | Un camp vermell, amb la Union Flag al cantó superior esquerra.                                                       |
| Royal Navy                      | 1801 | Pavelló blanc,utilitzat pels vaixells que duen el prefix HMS (Vaixell de Sa Majestat), i pel Real Esquadró de iots | Una creu vermella sobre un camp blanc amb la Union Flag al cantó superior esquerra.                                  |
| Pavelló de l'aviació civil      | 1931 | Pavelló de l'aviació civil, utilitzat per les aeronaus civils                                                      | Una creu blava i blanca sobre un camp blau cel amb la Union Flag al cantó superior esquerra.                         |
| Royal Air Force                 | 1921 | Pavelló de la Royal Air Force                                                                                      | Un camp blau cel de la RAF amb la rodella de la Royal Air Force al vol amb la Union Flag al cantó superior esquerra. |
| Civil Jack                      |      | Civil Jack | Una Union Flag amb la vora blanca                                                                                    |
|                                 |      | Pavelló dels Sea Cadet Corps                                                                                       | Un camp blau, amb la Union Flag al cantó superior esquerra, i l'escut dels SCC.                                      |
| Pavelló de l'Air Training Corps |      | Pavelló dels Air Training Corps                                                                                    | Un camp blau cel de la RAF, amb la Union Flag al cantó superior esquerra, i l'escut dels ATC.                        |

## Estendards reials

### Reina Elisabet II
| Bandera                    | Data    | Ús | Descripció                                                                               |
| -------------------------- | ------- | --- | ---------------------------------------------------------------------------------------- |
| Estendard Reial            | 1837    | L'estendard reial, tal com s'utilitza a Anglaterra, Gal·les i Irlanda del Nord                                | Bandera de les armes de la reina, l'Escut d'armes reial del Regne Unit.                  |
| Estendard Reial, a Escòcia | c. 1930 | L'estendard reial, tal com s'utilitza a Escòcia                                                               | Bandera de les armes de la reina, les armes reials a Escòcia.                            |
| Reina Elisabet II          | 1952    | Bandera personal de la reina Elisabet II del Regne Unit, utilitzada per la Reina com a cap de la Commonwealth | Una lletra 'E' coronada d'or, envoltada per una corona de roses d'or sobre un fons blau. |
| Estendard reial d'Escòcia  | 1323    | Estendard reial d'Escòcia                                                                                     | Un lleó rampant dins d'un requadre doble florejat, tot en vermell sobre fons groc.       |

### Príncep de Gal·les
| Bandera                        | Data | Ús                                                                          | Descripció |
| ------------------------------ | ---- | --------------------------------------------------------------------------- | --- |
| Príncep de Gal·les             |      | Estendard del príncep de Gal·les, utilitzat a Anglaterra i Irlanda del Nord | Bandera de les armes del príncep de Gal·les, l'escut d'armes reial del Regne Unit amb una heràldica portant les armes reials de Gal·les. |
| Duc de Cornualla               |      | Estendard del duc de Cornualla                                              | 15 cercles d'or sobre camp negre. |
| Duc de Rothesay                |      | Estendard del duc de Rothesay                                               | Bandera de les armes del duc, 1r i 4t quarters representen el títol de Gran Steward d'Escòcia, el 2n i el 3r quarters representen el títol de Senyor de les Illes. Al centre hi ha una heràldica de les armes de l'hereu del regne dels escots. |
| Príncep de Gal·les (a Gal·les) | 1962 | Estendard del príncep de Gal·les, utilitzat a Gal·les                       | Bandera de l'escut d'armes del País de Gal·les, amb la corona de príncep de Gal·les al centre. |

### Altres membres de la família reial
| Bandera                      | Data | Ús                                                           | Descripció |
| ---------------------------- | ---- | ------------------------------------------------------------ | --- |
| Estendard del duc d'Edimburg | 1948 | Estendard del duc d'Edimburg                                 | Banderes de les armes del duc d'Edimburg, 1r quarter representant Dinamarca, 2n quarter Grècia, 3r quarter la família Mountbatten, 4t quarter Edimburg.                                    |
| Príncep Guillem de Gal·les   | 2000 | Estendard del príncep Guillem de Gal·les                     | Bandera de les armes del príncep, l'escut d'armes reial del Regne Unit amb tres etiquetes, la del centre representa una petxina en referència a les armes de Diana, princesa de Gal·les.   |
| Príncep Harry de Gal·les     | 2002 | Estendard del príncep Harry de Gal·les                       | Bandera de les armes del príncep, l'escut d'armes reial del Regne Unit amb cinc etiquetes. La 1a, 3a i 5a representen una petxina en referència a les armes de Diana, princesa de Gal·les. |
| Duc de York                  | 1978 | Estendard del duc de York                                    | Bandera de les armes del duc, l'escut d'armes reial del Regne Unit amb tres etiquetes, la del centre representa una ancora blava.                                                          |
| Princesa Beatriu de York     |      | Estendard de la princesa Beatriu de York                     | Bandera de l'escut d'armes de la princesa, l'escut d'armes reial del Regne Unit amb cinc etiquetes amb tres abelles en punts alternatius.                                                  |
| Comte de Wessex              |      | Estendard del comte de Wessex (bandera utilitzada a Escòcia) | Bandera de les armes del comte, l'escut d'armes reial del Regne Unit amb tres etiquetes, la del centre representa una rosa tudor.                                                          |
| Princesa Reial Anna          |      | Estendard de la princesa Reial                               | Bandera de les armes de la princesa, l'escut d'armes reial del Regne Unit amb tres etiquetes. La 1a i la 3a representen una creu vermella i la central, un cor vermell.                    |
| Duc de Gloucester            |      | Estendard del duc de Gloucester                              | Bandera de les armes del duc, l'escut d'armes reial del Regne Unit amb cinc etiquetes. La 1a, 3a i 5a representen una creu vermella, la 2a i 4a representen un lleó vermell.               |
| Duc de Kent                  |      | Estendard del duc de Kent                                    | Bandera de les armes del duc, l'escut d'armes reial del Regne Unit amb cinc etiquetes. La 1a, 3a i 5a representen una ancora blava, la 2a i 4a representen una creu vermella.              |
| Príncel Michael de Kent      |      | Estendard del príncep Michael de Kent                        | Bandera de les armes del príncep, l'escut d'armes reial del Regne Unit amb cinc etiquetes. La 1a, 3a i 5a representen una creu vermella, la 2a i 4a representen una ancora blava.          |
| Princesa Alexandra           |      | Estendard de la princesa Alexandra                           | Bandera de les armes de la princesa, l'escut d'armes reial del Regne Unit amb cinc etiquetes. La 1a, 3a i 5a representen un cor vermell, la 2a i 4a representen una ancora blava.          |

### Altres
| Bandera                         | Data | Ús                                                                                      | Descripció                                                                           |
| ------------------------------- | ---- | --------------------------------------------------------------------------------------- | ------------------------------------------------------------------------------------ |
| Lord-Lieutenant                 |      | Bandera usada pel Lord-Lieutenant, el representant sobirà en els comtats del Regne Unit | La Union Flag amb una espasa coronada passant.                                       |
| Ducat de Lancaster              |      | Estendard del Ducat de Lancaster                                                        | L'estendard reial d'Anglaterra, amb tres etiquetes, cadascuna amb tres flors de lis. |
| Lord Guardià de les Cinc Portes |      | Estendard del Lord Guardià de les Cinc Portes                                           | Bandera amb les armes del Lord amb tres lleons passant guardant les naus, tot en or. |

## Banderes militars
| Bandera                          | Data   | Ús                                                         | Descripció                                                                                            |
| -------------------------------- | ------ | ---------------------------------------------------------- | --- |
| Royal Navy                       |        | Emblema de la Marina Reial (Royal Navy)                    | Pavelló blanc.                                                                                        |
| Exèrcit britànic                 |        | Bandera no cerimonial de l'Exèrcit britànic                | Escut de l'Exèrcit britànic sobre camp vermell.                                                       |
| Royal Air Force                  | 1921   | Emblema de les Forces Aèries (Royal Air Force)             | Cercle de les Forces Aèries britàniques sobre pavelló blau cel.                                       |
| Servei Militar britànic          | 1956 - | Bandera del Servei Militar britànic                        | Emblema del Servei Militar (Joint Service) sobre camp blau fosc, vermell i blau cel.                  |
| Royal Fleet Auxiliary            |        | Emblema de la Royal Fleet Auxiliary                        | Pavelló blau amb una àncora daurada al vol.                                                           |
| Reial Legió Britànica            |        | Bandera de la Reial Legió Britànica (Royal British Legion) | Pavelló blau fosc amb una banda groga al mig amb les paraules "British Legion" i el nom de la branca. |
| Lord High Admiral del Regne Unit |        | Bandera del Lord High Admiral del Regne Unit               | Àncora groga horitzontal sobre camp carmesí.                                                          |

## Govern
| Bandera                                   | Data | Ús                                                                                              | Descripció |
| ----------------------------------------- | ---- | ----------------------------------------------------------------------------------------------- | --- |
| Her Majesty Customs and Excise            |      | Emblema del departament d'Impostos i Aranzels de Sa Majestat (Her Majesty's Customs and Excise) | Emblema del departament d'Impostos i Aranzels de SM sobre pavelló blau. |
| Guardacostes de Sa Majestat               |      | Emblema de l'agència de Guardacostes de Sa Majestat (Her Majesty's Coastguard)                  | Emblema de l'agència de Guardacostes de SM sobre pavelló blau. |
| Agència de Protecció de la Pesca escocesa |      | Emblema de l'Agència de Protecció de Pesca Escocesa (Scottish Fisheries Protection Agency)      | Emblema de l'Agència de Protecció de Pesca Escocesa sobre pavelló blau. |
| Commissioners of the Northern Lighthouses |      | Emblema dels Commissioners of the Northern Lights                                               | Far blanc sobre pavelló blau. |
| Northern Lighthouse Board Commisioners    |      | Bandera dels Northern Lighthouse Board Commissioners                                            | Far de color blau sobre pavelló blanc amb una la Union Flag pre-1801 al quarter. És l'única bandera britànica que segueix utilitzant la Union Flag pre-1801. Aquesta bandera només s'utilitza en bucs amb comissaris a bord. |
| Policia Metropolitana                     |      | Bandera de la Policia Metropolitana (Metropolitan Police)                                       | L'escut de la Policia Metropolitana sobre camp blau, amb quadrats blancs a l'extrem. |

## Església
| Bandera               | Data | Ús                                 | Descripció                                                                                      |
| --------------------- | ---- | ---------------------------------- | ----------------------------------------------------------------------------------------------- |
| Comunió Anglicana     |      | Bandera de la Comunió Anglicana    |                                                                                                 |
| Abadia de Westminster |      | Bandera de l'Abadia de Westminster | Escut d'armes dels Tudor entre roses tudor, i per sota l'escut d'armes d'Eduard el Confessador. |
| Església d'Escòcia    |      | Bandera de l'Església d'Escòcia    | La bandera d'Escòcia amb un arbust en flames al centre.                                         |
| Església de Gal·les   |      | Bandera de l'Església de Gal·les   |                                                                                                 |
| Exèrcit de Salvació   | 1878 | Estendard de l'Exèrcit de Salvació |                                                                                                 |

## Banderes diplomàtiques
| Bandera                | Data | Ús                                                                                 | Descripció                                                           |
| ---------------------- | ---- | ---------------------------------------------------------------------------------- | -------------------------------------------------------------------- |
| Ambaixades britàniques |      | Bandera usada en ambaixades britàniques (comissions importants usen la Union Jack) | Escut d'armes del Regne Unit sobre la bandera britànica (Union Jack) |
| Consolats britànics    |      | Bandera usada en consolats britànics                                               | Corona reial sobre la bandera britànica (Union Jack).                |
|                        |      | Bandera usada en bucs consulars britànics                                          | Escut d'armes del Regne Unit sobre pavelló blau fosc.                |

## Dependències de la Corona

### Illes delCanal de la Mànega
| Bandera  | Data   | Ús                  | Descripció |
| -------- | ------ | ------------------- | --- |
| Alderney | 1993 - | Bandera d'Alderney  | Una creu roja sobre un camp blanc amb l'escut de l'illa                                                                          |
| Guernsey | 1985 - | Bandera de Guernsey | Una creu daurada dins d'una creu roja sobre un camp blanc                                                                        |
| Herm     |        | Bandera de Herm     | Una creu roja sobre un camp blanc amb l'escut de l'illa en un cantó                                                              |
| Jersey   | 1981 - | Bandera de Jersey   | Un sautor roig sobre un camp blanc amb les armes de l'illa                                                                       |
| Sark     |        | Bandera de Sark     | Una creu roja sobre un camp blanc amb dos lleons en un cantó. Estrictament parlant, és la bandera personal del Seigneur de Sark. |

### Illa de Man
| Bandera                        | Data   | Ús                             | Descripció                           |
| ------------------------------ | ------ | ------------------------------ | ------------------------------------ |
| Illa de Man                    | 1226 - | Bandera de Man                 | Una trisquela sobre camp vermell.    |
| Ensenya civil de l'Illa de Man |        | Ensenya civil de l'illa de Man | Una trisquela sobre pavelló vermell. |

## Territoris d'ultramar
| Bandera                                  | Data   | Ús                                                           | Descripció |
| ---------------------------------------- | ------ | ------------------------------------------------------------ | --- |
| Bandera del Regne Unit                   |        | Bandera usada a Akrotiri i Dekélia.                          | S'utilitza la bandera del Regne Unit en tant que no existeix una bandera específica per al territori. |
| Anguilla                                 | 1990 - | Bandera d'Anguilla                                           | Escut d'armes d'Anguilla sobre pavelló blau fosc. |
| Illa de l'Ascensió                       | 2013 - | Bandera de l'illa de l'Ascensió                              | Escut d'armes de l'illa de l'Ascensió sobre pavelló blau fosc. |
| Bermudes                                 | 1910 - | Bandera de les illes Bermudes                                | Escut d'armes de les illes Bermudes sobre pavelló vermell. |
| Territori Antàrtic Britànic              | 1963 - | Bandera del Territori Antàrtic Britànic                      | Escut d'armes del Territori Antàrtic Britànic sobre pavelló blanc. |
| Territori Britànic de l'Oceà Índic       | 1990 - | Bandera del Territori Britànic de l'Oceà Índic               | Escut d'armes del Territori Britànic de l'Oceà Índic sobre pavelló blau fosc amb ratlles blanques ondulades. |
| Illes Verges Britàniques                 | 1960 - | Bandera de les Illes Verges Britàniques                      | Escut d'armes de les Illes Verges Britàniques sobre pavelló blau fosc. |
| Illes Caiman                             | 1990 - | Bandera de les illes Caiman                                  | Escut d'armes de les illes Caiman sobre pavelló blau fosc. |
| Illes Malvines                           | 1990 - | Bandera de les Illes Malvines                                | Escut d'armes de les Illes Malvines sobre pavelló blau fosc. |
| Gibraltar                                | 1982 - | Bandera de Gibraltar                                         | Dues franges horitzontals, blanca (superior, doble amplada) i vermella amb un castell vermell de tres torres en el centre de la franja blanca; de la porta del castell penja una clau daurada centrada a la franja vermella. |
| Montserrat                               | 1909 - | Bandera de l'illa de Montserrat                              | Escut d'armes de l'illa de Montserrat sobre pavelló blau fosc. |
| Illes Pitcairn                           | 1984 - | Bandera de les illes Pitcairn                                | Escut d'armes de les illes Pitcairn sobre pavelló blau fosc. |
| Santa Helena                             | 1984 - | Bandera de Santa Helena                                      | Escut d'armes de Santa Helena sobre pavelló blau fosc. |
| Illes Geòrgia del Sud i Sandwich del Sud | 1985 - | Bandera de les illes Geòrgia del Sud i Sandwich del Sud      | Escut d'armes de les illes Geòrgia del Sud i Sandwich del Sud sobre pavelló blau fosc. |
| Tristan da Cunha                         | 2002 - | Bandera de Tristan da Cunha, una dependència de Santa Helena | Escut d'armes de Tristan da Cunha sobre pavelló blau fosc. |
| Illes Turks i Caicos                     | 1968 - | Bandera de les illes Turks i Caicos                          | Escut d'armes de les illes Turks i Caicos sobre pavelló blau fosc. |

## Altres
| Bandera                             | Data  | Ús                                                      | Descripció |
| ----------------------------------- | ----- | ------------------------------------------------------- | --- |
| Cornualla                           |       | Ensenya no oficial de Cornualla (bandera de Sant Piran) | |
| Royal National Lifeboat Institution |       | Bandera de la Royal National Lifeboat Institution       | Creu vermella amb una vora blava sobre un camp blanc, amb les lletres RNLI en vermell en cada quarter, amb una ancora coronada passant. |
|                                     | 2002- | Bandera de la Federació dels Jocs de la Commonwealth    | |
|                                     |       | Bandera de la Brigada de l'Ambulància de Sant Joan      | |
| Bandera de Sant David               |       | Bandera de Sant David                                   | Creu daurada sobre camp negre. |

## Banderes històriques
| Bandera                           | Data                | Ús                   | Descripció |
| --------------------------------- | ------------------- | -------------------- | ---------- |
| Hong Kong (1870-1873)             | 1870-1873           | Bandera de Hong Kong |            |
| Hong Kong (1876-1910)             | 1876-1910           | Bandera de Hong Kong |            |
| Hong Kong (1910–1941 i 1945–1959) | 1910–1941 1945–1959 | Bandera de Hong Kong |            |
| Hong Kong (1959-1997)             | 1959-1997           | Bandera de Hong Kong |            |